# 兴盛乡 (南部县)
兴盛乡，是中华人民共和国四川省南充市南部县曾经下辖的一个乡。2019年10月，撤销兴盛乡，将其所属行政区域划归定水镇管辖。

## 行政区划
兴盛乡撤销前下辖以下地区：
程家湾村、亭祠场村、黄泥包村、槐树湾村、张家店村、五龙观村、吴家拐村、二龙场村、柏垭观村、敬家湾村、园山子村、白家山村、梁家沟村、利井沟村和凿子坝村。